# Liste der Monuments historiques in Étain
Die Liste der Monuments historiques in Étain führt die Monuments historiques in der französischen Gemeinde Étain auf.

## Liste der Immobilien
| Bezeichnung      | Beschreibung | Standort                              | Kennzeichnung | Schutzstatus | Datum | Bild           |
| ---------------- | --- | ------------------------------------- | ------------- | ------------ | ----- | -------------- |
| Hôtel de Ville   | von 1780 bis 1787 erbaut; nach Teilzerstörung im Ersten Weltkrieg ab 1922 rekonstruiert, Architekt Joseph Hornecker | 1 place Jean-Baptiste Rouillon (Lage) | PA55000031    | Inscrit      | 2002  | weitere Bilder |
| Kirche St-Martin | ab dem 12. Jahrhundert                                                                                              | Place de la Martinique (Lage)         | PA00106532    | Classé       | 1846  | weitere Bilder |

## Liste der Objekte
| Bezeichnung                              | Beschreibung | Standort                       | Kennzeichnung | Schutzstatus | Datum | Bild |
| ---------------------------------------- | --- | ------------------------------ | ------------- | ------------ | ----- | ---- |
| Grabstein für Havys, Gattin des Buevelat | Kalkstein, bezeichnet 1296                                                                                      | in der Kirche St-Martin (Lage) | PM55000968    | Classé       | 1993  |      |
| Uniform eines Kirchenschweizers          | zwei Gehröcke, Hose, Weste, Wehrgehänge, Zweispitz, Hellebarde und Streitkolben; Stoff, Eisen, Messing, um 1900 | im Hôtel de Ville (Lage)       | PM55001841    | Inscrit      | 1997  |      |
| Gemälde mit zwölf Passionsszenen         | Ölfarbe auf Holz, 17. Jahrhundert                                                                               | in der Kirche St-Martin (Lage) | PM55000240    | Classé       | 1907  |      |
| Weißer Ornat                             | Kasel und Stola; Seide bestickt, Ende des 19. Jahrhunderts                                                      | in der Kirche St-Martin (Lage) | PM55001840    | Inscrit      | 1996  |      |
| Vier Leuchter                            | Schmiedeeisen, 1928                                                                                             | in der Synagoge (Lage)         | PM55001842    | Inscrit      | 2004  |      |
| Grabstein für Simon Brunnessaulx         | Stein, bezeichnet 1617                                                                                          | in der Kirche St-Martin (Lage) | PM55001839    | Inscrit      | 1996  |      |
| Ner Tamid                                | Schmiedeeisen, Glas, 1928                                                                                       | in der Synagoge (Lage)         | PM55001843    | Inscrit      | 2004  |      |
| Gemälde Kreuzabnahme                     | Ölfarbe auf Leinwand, 17. Jahrhundert, von Erasmus Quellinus II.                                                | in der Kirche St-Martin (Lage) | PM55002747    | Classé       | 1950  |      |
| Pietà                                    | Stein, bezeichnet 1528, vermutlich von Ligier Richier                                                           | in der Kirche St-Martin (Lage) | PM55000238    | Classé       | 1905  |      |
| Weihrauchfass                            | Silber, erste Hälfte des 19. Jahrhunderts                                                                       | in der Kirche St-Martin (Lage) | PM55001334    | Classé       | 2000  |      |
| Weihwasserbecken                         | Gusseisen, 15. Jahrhundert                                                                                      | in der Kirche St-Martin (Lage) | PM55000239    | Classé       | 1907  |      |